# 霍金讲演录
《霍金讲演录——黑洞、婴儿宇宙及其他》（英語：Black Holes and Baby Universes and Other Essays）是1993年的科学普及读物，作者是英格兰天体物理学家史蒂芬·霍金。湖南科学技术出版社出版了其简体中文版，并归入其《第一推动丛书》。

## 概述
这本书是霍金撰写的短文和演讲稿的合集，内容主要涉及黑洞的构成，以及为什么黑洞可能成为其它宇宙生长的结点。霍金讨论了黑洞热力学、狭义相对论、广义相对论和量子力学。霍金还描述了他年轻时的生活，以及后来运动神经元疾病的经历。该书还包括霍金教授的访谈。